# Dalia Grybauskaitė
Dalia Grybauskaitė (pronunțat: [ˈdaːlʲæ ɡʲrʲiːbɒʊsˈkaɪtʲeː]; n. 1 martie 1956, Vilnius, pe atunci în RSS Lituaniană, azi în Lituania) este o politiciană lituaniană care a ocupat funcția de președinte al Lituaniei din 12 iulie 2009 până la 12 iulie 2019. În anul 2013 i s-a decernat Premiul Carol cel Mare.
De formație economist, ea a ocupat în anii 1990, mai multe posturi în funcții publice și în diplomația lituaniană, înainte de a fi numită, în 2001, ministru de finanțe.
A părăsit guvernul în 2004, pentru a deveni primul comisar european lituanian, atunci în tandem cu Viviane Reding, la portofoliul Educației. Câteva luni mai târziu, Dalia Grybauskaitė a ales să ocupe portofoliul Programării Financiare și al Bugetului.
În 2009 a hotărât să se prezinte la alegerile prezidențiale din Lituania, pe care le-a câștigat, din primul tur, la 17 mai, cu 69% din voturi. A demisionat de la Comisia Europeană la 1 iulie, iar unsprezece zile mai târziu a rostit jurământul, în fața Seimas-ului, fiind prima femeie care ocupă postul de președinte al Lituaniei.

## Biografie

### Studii, formație și carieră profesională
După ce a urmat studiile secundare la Salomėja Nėris, Dalia Grybauskaitė a mers în Rusia în 1976, pentru a studia politica economică la Universitatea de Stat de Economie și de Finanțe din Leningrad, muncind, concomitent, într-o uzină de blănuri din apropiere. În 1983, ea și-a încheiat studiile la Leningrad și s-a întors la Vilnius, unde a lucrat câteva luni ca secretară la Academia de Științe, înainte de a fi numită director al departamentului agriculturii la școala superioară a Partidului Comunist al Uniunii Sovietice din Vilnius. A fost membru în Partidul Comunist al Uniunii Sovietice.
Ea a renunțat la acest post în 1984 și a devenit, în 1985, lector de politică economică și de istoria mondială a monedei în departamentul de politică economică. Și-a susținut în 1988 o teză în fața Academiei de Științe Politice din Moscova, diploma care i-a fost eliberată cu această ocazie fiindu-i recunoscută, din 1993, ca un doctorat de științe sociale de către autoritățile lituaniene.
În 1991, Dalia Grybauskaitė și-a completat formarea printr-un curs special dedicat cadrelor oferit de Edmund A. Walsh School of Foreign Service de la Universitatea Georgetown.
Ea a fost numită, puțin timp după aceea, director de program în biroul Primului Ministru, pentru câteva luni, și director al departamentului european al Ministerului Relațiilor Economice Internaționale până în 1993. Director al departamentului relațiilor economice al Ministerului Afacerilor Externe din 1993 până în 1994, ea a fost apoi aleasă ca trimis extraordinar și ministru plenipotențiar în misiunea lituaniană pe lângă Uniunea Europeană (UE).
Dalia Grybauskaitė a fost adjunct al negociatorului șef al acordului de stabilitate și de asociere (ASA). În 1996, și-a continuat cariera diplomatică alăturâdu-se Ambasadei Lituaniei în Statele Unite ale Americii, acolo tot cu rangul de ministru plenipotențiar. A renunțat la acest post în 1999 pentru a intra în politică.

### O carieră politică influentă
În 1999 a fost numită vice-ministru de Finanțe, însărcinată cu afacerile internaționale, fiind responsabilă cu contactele dintre țara sa, Lituania, Banca Mondială și Fondul Monetar Internațional. A schimbat departamentul ministerial un an mai târziu și a devenit vice-ministru al Afacerilor Externe, ocupând postul de adjunct al șefului delegației lituaniene în negocierile de aderare la Uniunea Europeană.
A fost desemnată Ministru al Finanțelor la data de 4 iulie 2001, în primul cabinet social-democrat Algirdas Brazauskas. După ce, la 1 mai 2004, Lituania a aderat la Uniunea Europeană (UE), ea a demisionat din guvern pentru a se alătura Comisiei Europene.

#### Comisar european (2004-2009)
Până la sfârșitul mandatului comisiei conduse de economistul italian Romano Prodi, fiecare din cei zece noi comisari era îngemănat cu un altul, mai vechi, Dalia Grybauskaitė aflânduse în tandem cu Viviane Reding în postul de comisar la Educație și Cultură. La 22 noiembrie 2004, a obținut portofoliul  Programării Financiare și Bugetului, la investirea noii echipe executive conduse de José Manuel Durão Barroso. Desemnată „Comisar european al anului”, în 2005, ea s-a arătat foarte critică față de bugetul Uniunii Europene. În 2008, a prezentat un proiect de buget care sprijinea creșterea economică și crearea de locuri de muncă.

#### Președinte al Republicii Lituania (din 2009)

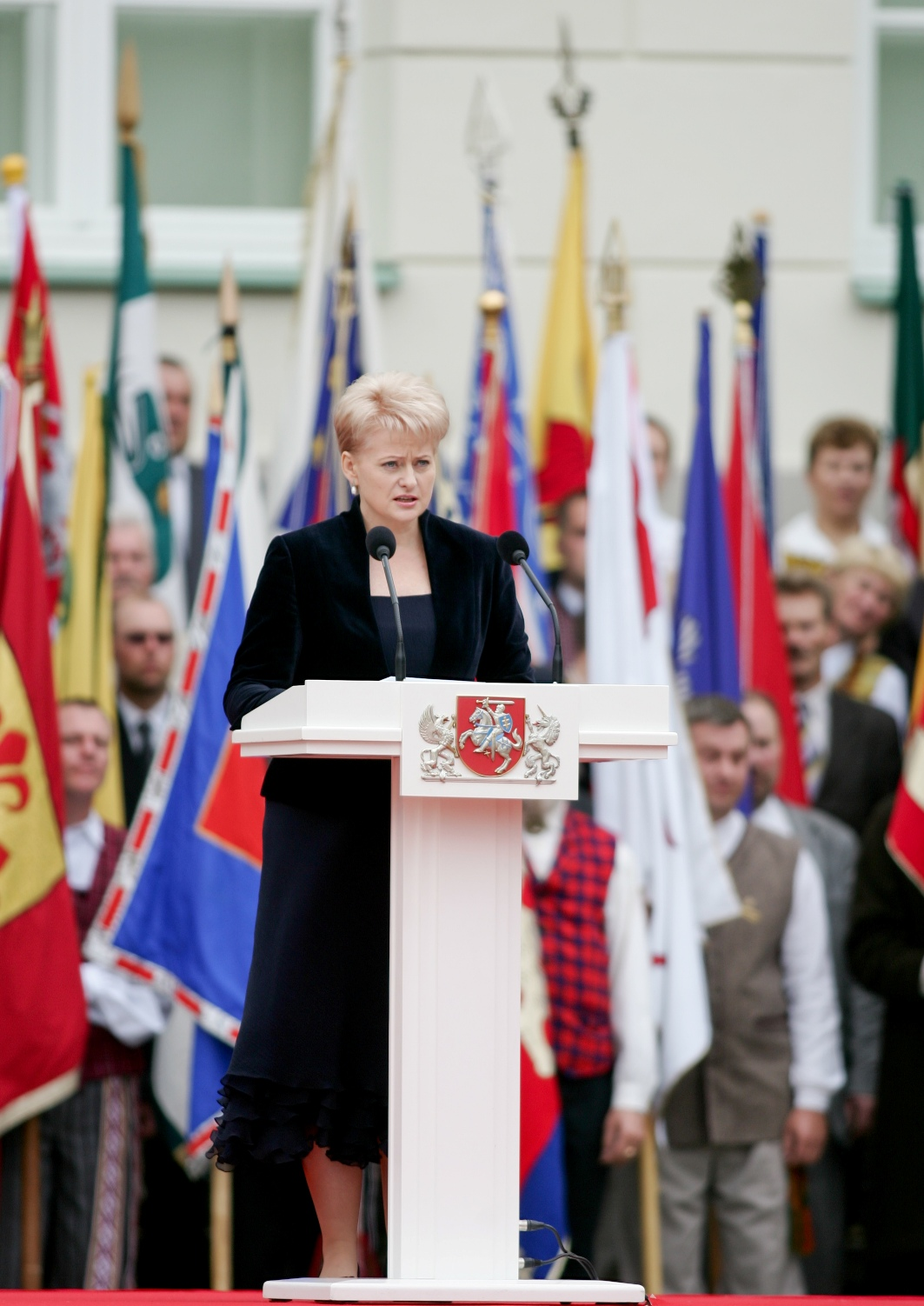
Dalia Grybauskaitė, la învestitura la preşedinţia Republicii, la 12 iulie 2009.

Dalia Grybauskaitė și-a anunțat la 26 februarie 2009 candidatura la alegerile prezidențiale din 17 mai 2009, spunând că era preocupată de situația economică a Lituaniei. Independentă, dar susținută de Uniunea Patriotică - Creștin-democrații lituanieni (TS-LKD) a primului ministru Andrius Kubilius și de Uniunea Centristă și Liberală (LiCS), membră a coaliției guvernamentale  de centru-dreapta, Dalia Grybauskaitė era marea favorită a sondajelor de-a lungul întregii campanii electorale, popularitatea sa bazându-se îndeosebi pe o imagine de probitate și de statutul extern în jocul politic. S-a impus, încă din primul tur de scrutin, la 17 mai 2009, cu 69,04% din voturi, la o participare la vot de 51,71%. Era prima femeie aleasă în acest post, și președintele cel mai bine ales  din istoria țării.
Dalia Grybauskaitė a depus jurământul în fața Seimas-ului la 12 iulie 2009, la cinci zile după ce a demisionat din Comisia Europeană. În discursul de învestitură, președintele Grybauskaitė a cerut eliberarea potențialului economiei familiale și a micilor întreprinderi și încheierea reformelor fără sfârșit din sănătate, educație și asistență socială. Potrivit unui sondaj publicat în săptămâna învestiturii sale la președinție, noul șef al statului primea 88% opinii favorabile.
Una din primele decizii ale președintei Dalia Grybauskaitė a fost diminuarea imediată, la jumătate, a propriului salariu.
La 24 septembrie 2010 a pronunțat un discurs în fața celei de-a 65-a Adunări Generale a Organizației Națiunilor Unite. În cursul acestei alocuțiuni președinta Lituaniei a afirmat că egalitatea între sexe, mediul înconjurător și pacea constituie o prioritate pentru Lituania.

### Viața personală
Dalia Grybauskaitė este fiica lui Polikarpas Grybauskas, electrician, apoi șofer, și al Vitalijei Korsakaitė, vânzătoare.
A fost jucătoare de baschet în tinerețe. Deține centura neagră la karate.
Dalia Grybauskaitė nu este căsătorită și nu are copii. În afară de limba lituaniană ea mai vorbește fluent engleza, rusa și poloneza, și mai cunoaște franceza.

## Distincții și decorații
| An   | Premiu                                                                  | Oferit de         |
| ---- | ----------------------------------------------------------------------- | ----------------- |
| 2003 | Crucea Ordinul Gediminas al Marelui Ducat Lituanian în grad de comandor | Lituania          |
| 2009 | Ordinul Vytautas cel Mare cu Colan de Aur                               | Lituania          |
| 2010 | Glamour magazine Woman of the Year                                      | SUA               |
| 2011 | Ordinul celor Trei Stele, Mare Cruce cu Colan în grad de comandor       | Letonia           |
| 2011 | Ordinul Regal Norvegian al Sf. Olav, Mare Cruce în grad de cavaler      | Norvegia          |
| 2011 | Ordinul Șoimului, Mare Cruce în grad de cavaler                         | Islanda           |
| 2012 | Order of Saint-Charles în grad de mare ofițer                           | Monaco            |
| 2013 | Premiul Charlemagne – 2013                                              | Aachen            |
| 2013 | Doctor of Humane Letters, Honoris Causa – Georgetown University         | SUA               |
| 2015 | Ordinul Republicii                                                      | Republica Moldova |